# یاسین ضیاء
یاسین ضیاء متولد ولسوالی شکردره ولایت کابل از چهره‌های شناخته شده امنیتی افغانستان است، او از اکتبر ۲۰۱۵ الی می ۲۰۱۷ والی ولایت تخار بود و هم چنین در دوران جمهوری رئیس کل ستاد ارتش افغانستان بود. او در ۲۷ مارس ۲۰۱۹ معاون اول وزارت دفاع افغانستان انتخاب گردید و در اکتبر ۲۰۲۰ رئیس کل ستاد ارتش افغانستان مقرر شد. او همچنان به‌عنوان مشاور شورای امنیت ملی نیز خدمت کرده است. در سال ۲۰۲۲ گزارش شد او یکی از رهبران جبهه آزادی افغانستان است و علیه طالبان است.
یاسین ضیا در دانشگاه نظامی افغانستان تحصیل کرده است؛ وی در بخش نظامی و اطلاعاتی آموزش عالی دیده است. او همچنین در رشته حقوق و علوم سیاسی تحصیل کرده و در بخش مدیریت و رهبری نیز آموزش دیده است. جنرال یاسین ضیا از چهره‌های مطرح ضد طالبان است و در زمانیکه والی تخار بود، طالبان را که به ۶ مایلی شهر تالقان رسیده بودند از تخار بیرون کرد.